# Kanuru
Kanuru è una suddivisione dell'India, classificata come census town, di 30.696 abitanti, situata nel distretto di Krishna, nello stato federato dell'Andhra Pradesh. In base al numero di abitanti la città rientra nella classe III (da 20.000 a 49.999 persone).

## Società

### Evoluzione demografica
Al censimento del 2001 la popolazione di Kanuru assommava a 30.696 persone, delle quali 16.304 maschi e 14.392 femmine. I bambini di età inferiore o uguale ai sei anni assommavano a 3.216, dei quali 1.673 maschi e 1.543 femmine. Infine, coloro che erano in grado di saper almeno leggere e scrivere erano 22.503, dei quali 12.606 maschi e 9.897 femmine.